# Jeroen van der Lee
Jeroen van der Lee (1977) is een Nederlandse oud-langebaanschaatser en schaatstrainer.
Van der Lee begon in 2006 als assistent-trainer van het KNSB Opleidingsteam als technisch coördinator langebaan. Hierna volgde tussen mei 2010 en juni 2012 een samenwerking met Jan van Veen bij Hofmeier.
Op 11 juli 2014 werd bekend dat Van der Lee met ingang van seizoen 2014/2015 hoofdcoach zou worden van Jong Oranje vanwege het vertrek van Erik Bouwman naar Zuid-Korea. Als gevolg hiervan zal hij het traject gaan leiden dat de KNSB heeft ingezet om Jong Oranje in het langebaanschaatsen en shorttracken te laten samensmelten en in de nabije toekomst te laten opgaan in de Regionale Talenten Centra (RTC's).